# Кеник, Иван Альбинович
Иван Альбинович Кеник (род. июнь 1937, Лугинский район, Житомирская область — 14 октября 2017 года, Минск) — белорусский государственный деятель, бывший Министр по чрезвычайным ситуациям Республики Беларусь (1994—2000).

## Биография
Родился в 1937 году в Лугинском районе Житомирской области. Окончил Киевский инженерно-строительный институт.
После окончания института работал в тресте «Мозырьсельстрой», где прошёл путь от мастера до руководителя.
В 1987—1990 годах — председатель Мозырского горисполкома.
С 1990 года — заместитель председателя Совета Министров БССР (председатель Государственного комитета БССР по проблемам последствий катастрофы на Чернобыльской АЭС).
26 августа 1994 года назначен министром по чрезвычайным ситуациям и защите населения от результатов катастрофы на Чернобыльской АЭС Республики Беларусь.
20 января 1999 года назначен председателем комитета по проблемам последствий катастрофы на Чернобыльской АЭС при Министерстве по чрезвычайным ситуациям Республики Беларусь.
С 14 июля 2000 года в отставке.
Умер 14 октября 2017 года, похоронен на Восточном кладбище Минска.

## Награды
- Орден Дружбы народов

## Память
- Имя Ивана Кеника присвоено улице в Мозыре
- В честь И. А. Кеника открыта мемориальная доска на жилом доме № 1 названной в честь его улицы в Мозыре[5][6]